# T-klass (motortorpedbåt)
T-klass (även Taisto-klass) var en klass av finländska motortorpedbåtar som tjänstgjorde under det andra världskriget. Fem av de sex båtarna som deltog i kriget överlevde och tillsammans med de två som färdigställdes efter krigsslutet tjänstgjorde de som patrullbåtar fram till 1964.
Under kriget gjorde fartygskonstruktören Jarl Lindblom förbättringar på den italienska Bagliettobåten och man licenstillverkade sex av dessa i Finland och kallade dem för T-klass (Taisto-båtarna). Ytterligare två färdigställdes efter Fortsättningskriget. Deras förbättrade skrovform gav dem bättre sjöduglighet. Utan last och bestyckning kunde fartygen komma upp i 63 knop.

## Fartyg av klassen
- Tarmo
- Taisto
- Tyrsky
- Tuima
- Tuisku
- Tuuli

efter kriget
- Taisto 7
- Taisto 8
- Wikimedia Commons har media som rör T-klass (motortorpedbåt).